# Baciatico
Il baciatico, nella consuetudine giuridica medievale, era il diritto della nubenda (donna data in sposa) a ricevere una donazione dal fidanzato (il nubendo). Tale diritto era formalizzato mediante una promessa che quest'ultimo indirizzava alla futura sposa. 

## Etimologia
Il nome derivava dal fatto che, nella definizione dei patti nuziali, l'impegno alla donazione era simbolicamente suggellato dal gesto del bacio scambiato tra i due fidanzati. A volte era la donazione stessa, piuttosto che la sua promessa, a essere direttamente siglata mediante il bacio. 
Denominazioni alternative che talora si incontrano sono osculum (lat. bacio), basatico o basatura.

## Origini
Anche se l'istituto consuetudinario mostra delle analogie con il morgengabio (morgincap) del diritto longobardo, la sua origine deve esser fatta risalire a una tradizione giuridica romana, in parte analoga: quella dell'osculum interveniens (l'intervenuto bacio), secondo cui l'eventuale bacio intervenuto agli sponsali garantiva alla futura sposa, in caso di premorienza dell'uomo, il diritto a ricevere in donazione metà dei beni ricevuti in regalo.

## Tradizioni popolari
Il nome dell'istituto ha resistito a lungo in qualche tradizione popolare regionale italiane: in alcune aree del Lazio centro-meridionale, ad esempio, si attribuisce il nome del baciatico al regalo di fidanzamento. Esso consisteva in una somma di denaro che il futuro sposo dichiarava al parroco.